# Jericho Sims
Jericho Eduard Sims (Minneapolis, Minnesota, 20 de octubre de 1998) es un jugador de baloncesto estadounidense que pertenece a la plantilla de los Milwaukee Bucks de la NBA. Con 2,08 metros de estatura, juega en la posición de pívot.

## Trayectoria deportiva

### Universidad
Jugó cuatro temporadas con los Longhorns de la Universidad de Texas en Austin, en las que promedió 6,6 puntos y 5,4 rebotes por partido. Al término de la cuarta temporada, se declaró elegible para el draft de la NBA.

#### Estadísticas
| Año     | Equipo | PJ  | PT | MPP  | %TC  | %3P  | %TL  | RPP | APP | ROB | TPP | PPP |
| ------- | ------ | --- | -- | ---- | ---- | ---- | ---- | --- | --- | --- | --- | --- |
| 2017–18 | Texas  | 34  | 11 | 18.5 | .607 | .000 | .426 | 3.9 | .2  | .3  | .5  | 5.0 |
| 2018–19 | Texas  | 35  | 16 | 14.9 | .569 | –    | .600 | 3.6 | .2  | .2  | .5  | 4.2 |
| 2019–20 | Texas  | 24  | 24 | 27.3 | .658 | –    | .592 | 8.2 | .8  | .4  | 1.2 | 9.7 |
| 2020–21 | Texas  | 26  | 26 | 24.5 | .696 | –    | .520 | 7.2 | .7  | .7  | 1.1 | 9.2 |
| Total   | Total  | 119 | 77 | 20.5 | .639 | .000 | .524 | 5.4 | .4  | .4  | .8  | 6.6 |

### Profesional
Fue elegido en la quincuagésimo octava posición del Draft de la NBA de 2021 por los New York Knicks, equipo con el que el 8 de agosto firmó un contrato dual que le permite jugar también en el filial de la G League, los Westchester Knicks. Debutó en la NBA con los Knicks el 20 de octubre ante Boston Celtics anotando un tiro libre. Tras disputar 41 encuentros con el primer equipo en su primera temporada, en junio de 2022, consigue un contrato estándar.
En febrero de 2023, Sims fue seleccionado para reemplazar al novato de los Portland Trail Blazers, Shaedon Sharpe, en el concurso de mates en el All-Star Weekend 2023. No pasó de la primera ronda.
Durante su cuarta temporada en los Knicks, el 5 de febrero de 2025 es traspasado a Milwaukee Bucks, a cambio de Delon Wright.

## Estadísticas de su carrera en la NBA

### Temporada regular
| Año     | Equipo    | PJ  | PT | MPP  | %TC  | %3P  | %TL  | RPP | APP | ROB | TPP | PPP |
| ------- | --------- | --- | -- | ---- | ---- | ---- | ---- | --- | --- | --- | --- | --- |
| 2021-22 | New York  | 41  | 5  | 13.5 | .722 | —    | .414 | 4.1 | .5  | .3  | .5  | 2.2 |
| 2022-23 | New York  | 52  | 16 | 15.6 | .776 | .000 | .750 | 4.7 | .5  | .3  | .5  | 3.4 |
| 2023-24 | New York  | 45  | 11 | 13.0 | .691 | —    | .667 | 3.3 | .6  | .2  | .4  | 2.0 |
| 2024-25 | New York  | 39  | 5  | 10.8 | .609 | —    | .615 | 3.3 | .6  | .2  | .3  | 1.6 |
| 2024-25 | Milwaukee | 14  | 0  | 15.0 | .680 | —    | —    | 4.9 | .8  | .1  | .6  | 2.4 |
| Total   | Total     | 191 | 37 | 13.5 | .714 | .000 | .585 | 4.0 | .5  | .2  | .5  | 2.4 |

### Playoffs
| Año   | Equipo    | PJ | PT | MPP  | %TC   | %3P | %TL  | RPP | APP | ROB | TPP | PPP |
| ----- | --------- | -- | -- | ---- | ----- | --- | ---- | --- | --- | --- | --- | --- |
| 2024  | New York  | 5  | 0  | 5.5  | 1.000 | —   | .750 | 1.6 | .2  | 4   | .2  | 1.4 |
| 2025  | Milwaukee | 5  | 0  | 11.6 | 1.000 | —   | .667 | 4.0 | .2  | .0  | .2  | 2.8 |
| Total | Total     | 10 | 0  | 8.5  | 1.000 | —   | .714 | 2.8 | .2  | .2  | .2  | 2.1 |